# Битва при Рамле (1101)
Битва при Рамле́ — первая из трёх битв близ города Рамла, состоявшаяся 7 сентября 1101 года между крестоносцами Иерусалимского королевства и войсками египетских Фатимидов. 
В Палестине у Фатимидов была мощная крепость Аскалон. Оттуда визирь Фатимидов аль-Афдаль Шаханшах почти ежегодно совершал набеги на недавно основанное христианское Иерусалимское королевство. Таких набегов было три, пока король королевства Балдуин I не вывел свою армию навстречу арабам в район Рамлы, лежащую на дороге из Иерусалима в Аскалон.
Армия крестоносцев во главе с Балдуином I насчитывала всего 260 рыцарей и 900 пехотинцев, разделённых на 6 отрядов. Арабы во главе с Саадом аль-Дауле выставили около 10 000 воинов. Первые два отряда крестоносцев вступили в бой и были разбиты, третий отряд находился поддался панике, однако король смог восстановить порядок в войске. Фатимидские войска полагались на суданских лучников, поддерживаемых арабскими и берберскими всадниками. Лучники двигались в пешем строю, а всадники ожидали атаки противника, стоя на месте. Это превращало фатимидскую армию в статичную мишень не только для вражеских лучников, но и тяжёлой кавалерии. Когда в их ряды врезалась волна христианских рыцарей, арабы обратились в бегство. Брошенные в бой резервные отряды крестоносцев смяли египтян и вынудили их в панике отступить.
По окончании преследования бегущего противника в направлении Аскалона Балдуин I вернулся в Рамлу, чтобы разграбить египетский лагерь. Этот успех обеспечил спокойствие в Иерусалимском королевстве на следующий год.